# Anatoli Koldakov
Anatoli Aleksándrovich Koldakov (en ruso: Анато́лий Алекса́ндрович Колдако́в, 25 de mayo de 1937, Tamán-16 de septiembre de 1993, Odesa) fue un futbolista y entrenador soviético, uno de los artífices del ascenso del Chernomorets Odesa, club en el que jugó cinco años (1959-1964), a la Primera División de la Unión Soviética en 1964.
Finalizó su carrera en el Dunayets de Izmail, en el que tras finalizar su carrera deportiva trabajó como entrenador. También dirigió al Chernomorets y al Vostaniye de Tatarbunary, con el que ganó en varias ocasiones la Copa del óblast de Odesa de Fútbol. Tuvo diferentes cargos en la esfera del deporte, entre los cuales destaca el de director de la Escuela de Deportes para la Infancia y la Juventud de Odesa. Participó en la creación del equipo Odesa Nord de fútbol sala antes de morir, en 1993.
Em su memoria se celebran torneos de fútbol y fútbol sala en Odesa. Está incluido en la lista de los 100 mejores deportistas de la historia de Odesa.